# TSC! Russia
TSC! Russia — сообщество людей, предоставляющих свободные вычислительные ресурсы своих компьютеров для интернет-проектов распределённых вычислений.
Общее число участников в команде — более 9 тыс. человек, число активных пользователей (по состоянию на март 2020 года) — более 350.

## История
TSC! Russia создана несколькими энтузиастами во главе с первым капитаном команды Wilde в конце 2002 года в результате перебора нескольких известных проектов распределённых вычислений, из которых был выбран один наиболее привлекательный. В этом проекте, Community TSC (tuberous sclerosis complex — Туберозный склероз), была создана команда Russia. В дальнейшем команда стала подключаться к другим проектам, но поскольку почти во всех них команда с названием Russia уже была, то к названию Russia стали добавлять буквы «TSC». В дальнейшем участник команды Swinger придумал для аббревиатуры TSC новую расшифровку — «The Successful Crunchers!» («успешные счётчики»), так в названии появился восклицательный знак.
В декабре 2011 года команда начала собирать первый командный сервер на добровольные пожертвования участников. Сервер был запущен в апреле 2012 года. На конец 2016 года сервер работал на CPU Intel Core i7 5930K.

## Критерии выбора проектов
За время существования команды участники проверили практически все более или менее известные проекты распределённых вычислений, действующие в данный[какой?] момент (несколько десятков), и выбрали те проекты, которые поддерживаются на сегодняшний[какой?] день. Основные критерии отбора проектов — хорошие цели, относительная новизна, достаточная открытость результатов проекта, неплохое качество работы программного обеспечения и серверов. Главный показатель — высокая полезность проекта, этот критерий принимается к рассмотрению в первую очередь.

## Проекты
Folding@home
Самым приоритетным проектом для команды является Folding@home.
По состоянию на март 2020 года по общему количеству заработанных в проекте очков команда занимала 7-е место, по скорости счёта — 34-е.
27 февраля 2020 года Грегори Боумен (Greg Bowman) заявил, что проект Folding@Home подключается к исследованию коронавируса 2019-nCoV. Согласно информации с официального форума по состоянию на 14 марта 2020 года в F@H существует 4 проекта (типа заданий) для CPU и 24 для GPU.
14 марта технологический гигант NVIDIA Corporation обратился к геймерам с призывом использовать мощности своих домашних компьютеров для борьбы с коронавирусом. Несколькими днями позже CoreWeave — крупнейший американский майнер на блокчейне Ethereum заявил, что присоединяется к борьбе с коронавирусом. Отечественный телеком гигант МТС также не остался в стороне и объявил, что его облачные ресурсы будут направлены в проект Folding@Home с целью ускорения работ по поиску лекарства от нового коронавируса. Спустя четыре недели после включения F@H в борьбу с коронавирусом, Грег Боумен сообщил, что к проекту присоединилось 400 000 волонтёров по всему миру.
Rosetta@home
Вторым приоритетным проектом, который использует CPU, является Rosetta@home.
21 февраля 2020 года, согласно заявлению Института дизайна белков, проект включился в борьбу с коронавирусом
В марте 2020 года команда занимала 3-е место в проекте Rosetta@home в мире (из более чем 9500) по общему количеству очков.
Прочие проекты
Некоторое количество участников команды участвует в проекте World Community GRID (WCG) биомедицинской направленности.
Также команда участвовала в других проектах, которые были окончены и наработки были отправлены в общую открытую базу для других исследователей, например, POEM@Home (Protein Optimizations with Energy Methods), SIMAP@Home (Similarity Matrix of Proteins)
Российские проекты
Единственный крупный российский проект распределённых вычислений MD@Home (также изучавший фолдинг — сворачивание белков), был активен около года, после чего прекратил своё существование. Тем не менее, команда успела в нём поучаствовать, заняв 2-е место.